# بن شريم
بن شريم قرية ومركز إداري من فئة (أ) تابع لمحافظة رفحاء بمنطقة الحدود الشمالية في السعودية. يقع شمال غرب رفحاء، ويبعد عنها مسافة تقارب (55) كلم.

## نشأتها
أنشئت قرية ابن شريم بعد مشروع توطين البدو الرحل والتي اعتمدته الدولة السعودية لتوفير متطلبات الحياة الكريمة لمواطنيها من خلال إنشاء القرى والهجر لاستيعاب المواطنين .اختار موقع القرية الحالي الشيخ نواف ابن مطني الشريم بعد أن فضّل هذا المكان على غيره ولتحمل مسمى (فيضة زيد) نسبة لوجود قبر «زيد ابن شريم» في تلك المنطقة وبعد فترة تم تغيير المسمى لتصبح (هجرة ابن شريم) وبعد التطور في الخدمات وتوافد المواطنين عليها تطورة ليتغير المسمى إلى ما هو عليه ألان (قرية ابن شريم) .

## الموقع
تقع قرية ابن شريم شمال محافظة رفحاء على خط طول رقم (29.94) وخط عرض رقم (43.63) على إرتفاع يبلغ 493 متر فوق سطح البحر.

## السكان
يقطن قرية ابن شريم ما يقارب الـ (4000 نسمة) بين مواطن ومقيم وفيها في ما يقرب من الـ (250 منزل)، والمسؤل عن أمارة قرية ابن شريم الشيخ ماجد ابن ممدوح الشريم. وتسكنها قبيلة عبده من شمر.

## الدوائر الحكومية والخدمات
تضم قرية ابن شريم العديد من الدوائر الحكومية منها: مركزاً للشرطة ومركزاً للدفاع المدني وبلدية قرية ابن شريم والتي يقع ضمن مسئوليتها الإدارية عدة قرى منها (ابن سوقي وابن عجل والشريفات)، ومركز صحي ومدارس للبنات ( ثانوية- متوسطة- ابتدائية) ومدارس أولاد ( ثانوية- متوسطة- ابتدائية) وجمعية خيرية وروضة للأطفال ومكتب للدعوة والإرشاد 

## المشاريع الأهلية
تحتضن بعض المشاريع الأهلية منها محطة وقود ومختلف أنواع المحال التجارية. يوجد بها جامعين بالإضافة إلى 6 مساجد تتوزع في أرجاء القرية .تعتبر قرية ابن شريم مقصداً لهواة الرحلات البرية ومحبي قنص الطيور أوقات الربيع لما تتميز به من طبيعة صحراوية ذات طابع خاص تتميز بقربها من الحدود السعودية العراقية حيث إن أقرب ساتر ترابي حدودي يبعد عنها خمسة كيلومترات فقط.